# Мудрак, Олег Алексеевич
Оле́г Алексе́евич Мудра́к (род. 14 января 1962, Рубцовск, Алтайский край, РСФСР, СССР) — российский лингвист, доктор филологических наук, автор работ в области алтайского и палеоазиатского языкознания. Специалист в области сравнительно-исторического языкознания народов Сибири, Дальнего Востока и Северной Америки. Ведущий научный сотрудник Центра компаративистики Института восточных культур РГГУ (с 1995 года). Профессор РГГУ. Представитель Московской школы компаративистики.

## Биография
Окончил Отделение теоретической и прикладной лингвистики филологического факультета МГУ (1983). Докторская диссертация (защищенная в 1994) «Обособленный язык и проблема реконструкции праязыка (Историческая фонетика, морфонология и интерпретация)» посвящена месту чувашского языка среди тюркских. Один из авторов фундаментального «Этимологического словаря алтайских языков» (2003). Автор стихов, на которые написан цикл песен «Мудрак» проекта «Егор и бомбометатели» (1995).

## Основные работы
- Опыт реконструкции фонологической системы беринговоморских и американских эскимосов // Палеоазиатские языки. Л., 1988. С. 113—148.
- Исторические соответствия чувашских и тюркских гласных: Опыт реконструкции и интерпретации / РАН. Ин-т востоковедения. М., 1993. 185 с.
- Обособленный язык и проблема реконструкции праязыка: Историческая фонетика, морфология и интерпретация. Дисс. … д. филол. н. М., Ин-т языкознания. 1994.
- Разделы в кн.: Сравнительно-историческая грамматика тюркских языков: Лексика. М.: Наука, 1997. 800 с.
- Этимологический словарь чукотско-камчатских языков. (Серия «Studia philologica») М., Языки русской культуры. 2000. 288 стр. ISBN 5-7859-0141-2
- Sergei Starostin, Anna Dybo, Oleg Mudrak. Etymological dictionary of the Altaic languages. Vol. 1-3. Leiden, 2003. — 2096 p.
- Заметки о языке и культуре дунайских булгар. // Аспекты компаративистики. Вып.1. М., РГГУ. 2005. С.83-106.
- Аварская надпись на сосуде клада Надь-Сент-Миклош // Orientalia et Classica, Аспекты компаративистики — М.: Изд. РГГУ, 2005. Вып. VI. — С.81—103.
- Kamchukchee and Eskimo Glottochronology and Some Altaic Etymologies Found in the Swadesh List. // Аспекты компаративистики. Вып.3. М., РГГУ. 2008. С.297-336.
- Свод камчадальской лексики по памятникам XVIII века. М.: Восточная литература. 2008. 288 с. ISBN 978-5-02-036388-5
- Классификация тюркских языков и диалектов с помощью методов глоттохронологии на основе вопросов по морфологии и исторической фонетике. (Серия «Orientalia и Classica». Вып.23) М.: РГГУ, 2009. 186 с. ISBN 978-5-7281-1056-9